# Belvis del Jarama
Belvis de Jarama es una localidad española de la Comunidad de Madrid, perteneciente al municipio de Paracuellos de Jarama. Cuenta con una población de 337 habitantes (2022).

## Geografía
Se sitúa unos 6 km al norte de la localidad de Paracuellos de Jarama, a cuyo municipio pertenece, y a 23 km de Madrid.

## Historia
La pedanía fue fundada como colonia agrícola en los años 1940 y 1950.
En 1973 se rodó en esta población la película Señora doctor, protagonizada por Lina Morgan y José Sacristán y dirigida por Mariano Ozores. 
La cercanía de Belvis a las pistas del aeropuerto de Madrid-Barajas ha provocado frecuentes polémicas sobre el ruido y las molestias ocasionadas por el aterrizaje y el despegue de los aviones.

## Transportes
Cuenta con dos líneas de autobuses, teniendo una de ellas la cabecera en la estación de Canillejas donde conecta con la línea 5 del Metro de Madrid. Estas líneas son:
| Línea | Recorrido                                                     |
| ----- | ------------------------------------------------------------- |
| 210   | San Sebastián de los Reyes (Hospital) – Paracuellos de Jarama |
| 213   | Madrid (Canillejas) – Belvis                                  |

## Fiestas
En Belvis de Jarama se celebran las Fiestas Patronales en honor de su patrón Apóstol Santiago alrededor del 25 de julio con el pregón como pistoletazo de salida.
Las actividades más destacadas son los castillos hinchables, conciertos, tributos, fuegos artificiales, chocolatada popular, misa y procesión en honor del Apóstol Santiago. Todas ellas se celebran en la Plaza de la Libertad.

## Patrimonio
Algunos de sus monumentos son la Iglesia Nuestra Señora de Belvis, Museo de Usos y Costumbres, edificio de las Escuelas y el Parque Colonos. 